# Classroom of the Elite
Classroom of the Elite ist eine seit dem Jahr 2017 produzierte Anime-Fernsehserie, die auf der Romanreihe Yōkoso Jitsuryoku Shijō Shugi no Kyōshitsu e (Originaltitel ようこそ実力至上主義の教室へ) von Shōgo Kinugasa basiert.
Die Fernsehserie entsteht im Animationsstudio Lerche und umfasst derzeit 38 Episoden in drei Staffeln.
Die Fernsehserie spielt an einer Oberschule in Tokio, die von den besten Schülerinnen und Schüler des Landes besucht wird. Das Besondere dieser Schule ist, dass die Schüler einen hohen Freiheitsgrad genießen, um ein möglichst realistisches Bild des Arbeitslebens zu simulieren. Die Geschichte wird aus der Sicht des Schülers Kiyotaka Ayanokōji erzählt, der auf den ersten Blick unscheinbar erscheint und schlecht im Knüpfen von Freundschaften ist, sich aber als überaus intelligent herausstellt.

## Handlung
Die Japanische Regierung beschließt die Eröffnung der Tokyo Metropolitan Advanced Nurturing School, die darauf ausgerichtet ist, die nächsten Generationen anzuleiten und zu unterrichten, um eines Tages das Land unterstützen zu können. Das besondere dieser Schule ist unter anderem, dass den Schülern viele und weitreichende Freiheiten gewährt werden um ein möglichst realistisches Bild des Arbeitslebens zu simulieren. Auch erhält jeder Schüler, die in den Klassen A bis D eingeteilt werden, monatlich ein gewisses Kontingent an Punkten, die als Währung genutzt werden kann. Diese Freiheiten kommen allerdings mit einem Preis: Denn die Schüler erhalten ihre Punkte basierend auf dem Leistungsprinzip. Je besser ein Schüler zum Beispiel bei Tests abschneidet, desto mehr Punkte erhält dieser und umgekehrt. Auch werden nicht nur die individuellen Leistungen bewertet, sondern auch die der gesamten Klassengemeinschaft, die ebenfalls mit so genannten Klassenpunkten bewertet werden, sodass unter den Klassen ein Auf- und Abstiegssystem existiert.
Die Handlung der Geschichte wird aus der Perspektive Kiyotaka Ayanokōjis erzählt, einem Schüler dieser Schule, welcher still und unscheinbar erscheint, allerdings überaus intelligent ist. Er wird der Klasse D zugeteilt, die in der Schulhierarchie als Klasse für sozialen Abschaum betrachtet wird. Als er auf seine Mitschülerinnen Suzune Horikita und Kikyō Kushida trifft ändert sich seine Herangehensweise. Ursprünglich darauf bedacht, nicht aus der Masse hervorzustechen, wird er in verschiedenste Situationen involviert, die sein Bild auf ein normales Oberschulleben nach und nach verändern.
So verspricht er Horikita zunächst, sie bei ihrem Ziel, Klasse A zu erreichen, zu unterstützen, rettet eine Mitschülerin vor einem Stalker und hilft einem Klassenkameraden im Hintergrund, seine Unschuld zu beweisen. Was seine Klassenkameraden jedoch nicht wissen ist, dass Kiyotaka in seiner Kindheit jahrelang in einem Experiment involviert war und er als das größte Erfolg dieser Untersuchung gilt. So schreckt er auch nicht davor zurück, seine Mitschüler gezielt zu manipulieren. So nutzt er unter anderem sein Wissen uber das Milgram-Experiment um in seiner Klassenkameradin Kei Karuizawa eine Komplizin für seine eigenen Pläne zu gewinnen. Allerdings haben es mehrere Mitschüler auf Kiyotaka abgesehen, da diese in ihm eine Gefahr sehen. Als er die wahre Persönlichkeit seiner Mitschülerin Kikyō zu sehen bekommt, droht diese, ihn bei der Lehrerschaft der sexuellen Belästigung zu bezichtigen. Innerhalb der anderen Klassen, die von einem inoffiziellen Anführer „regiert“ werden, herrschen Spannungen, teilweise auch klassenintern. Kiyotaka wird zur Zielscheibe einer der Anführer, nachdem dieser mehrere Manipulationsversuche vereitelt.

## Produktion
Die Produktion der Anime-Fernsehserie wurde am 1. Mai 2017 durch das japanische Verlagsunternehmen Kadokawa angekündigt. Der Start wurde für den Sommer des gleichen Jahres angekündigt. Die erste Staffel entstand unter der Regie von Seiji Kishi und Hiroyuki Hashimoto im Animationsstudio Lerche. Das Drehbuch, welches auf der Romanvorlage Yōkoso Jitsuryoku Shijō Shugi no Kyōshitsu e von Shōgo Kinugasa basiert, wurde von Aoi Akashiro geschrieben. Kazuaki Morita entwarf das Charakterdesign; Ryō Takahashi komponierte die Serienmusik.
Die japanische Popsängerin ZAQ singt mit Caste Room den Titel im Vorspann der ersten Staffel, während Minami mit dem Abspannlied Beautiful Soldier zu hören ist. ZAQ wurde später als Sängerin des Titelliedes für die zweite Staffel angekündigt. Das Abspannlied zur zweiten Staffel wurde von Mai Fuchigami gesungen. Auch in der dritten Staffel singt ZAQ mit Minor Peace das Lied im Vorspann. Der Abspann ist musikalisch mit dem Lied Konsei Dai Kakumei von Yui Ninomiya unterlegt.
Im März 2022, knapp fünf Jahre nach Ausstrahlung der ersten Staffel im japanischen Fernsehen, wurde die Produktion einer zweiten und dritten Staffel offiziell bestätigt. Die beiden Staffeln setzen den Handlungsstrang der ersten Staffel fort und schließen den ersten Abschnitt des Handlungsbogens ab. Für die Produktion kehrte das Kernproduktionsteam der ersten Staffel, teilweise in anderer Rollenverteilung, größtenteils zurück: Kishi und Hashimoto, die in der ersten Staffel Regie führten, kehrten als geschäftsführende Produzenten zurück; Yoshihito Nishōji wurde als führender Regisseur angekündigt. Nishōji hatte in der ersten Staffel die Vorspannsequenz erarbeitet. Für das Charakterdesign zeigte sich erneut Kazuaki Morita verantwortlich, während der Drehbuchautor und der Musikkomponist wechselten. So entstand das Drehbuch durch Hayato Kazuno, während die Serienmusik in Zusammenarbeit von Masaru Yokoyama und Kana Hashiguchi komponiert wurde. Im Juni 2023 wurde offiziell angekündigt, dass die Ausstrahlung der dritten Staffel auf Anfang 2024 verschoben habe, wobei keine Gründe genannt wurden. Das Produktionsteam, welches für die Entstehung der zweiten Staffel verantwortlich war, konnte gehalten und erweitert werden. Am 1. September 2024 wurde die Produktion einer vierten Staffel, welche die Handlung der zweiten Romanreihe Jitsuryoku Shijō Shugi no Kyōshitsu e 2-nensei-hen (ようこそ実力至上主義の教室へ 2年生編) adaptiert, offiziell bestätigt.
Nachdem die zweite Staffel der Serie bereits eine deutsche Synchronisation erhalten hatte, gab Crunchyroll im Juli 2022 bekannt, dass auch die erste Staffel eine deutschsprachige Veröffentlichung erhalten werde. Die deutsche Synchronfassung entstand unter der Dialogregie von Jermain Meyer, der in der Serie den Charakter Ken Sudō spricht, im Studio TNT Media GmbH in Berlin. Das Dialogdrehbuch wurde von Djordjo Micic, Nils Brzoska, Enya Stewen, Len Thönelt und Julia Bautz geschrieben.

## Veröffentlichung
- → Hauptartikel: Classroom of the Elite/Episodenliste

Internationales Logo.

Die erste, zwölf Episoden umfassende Staffel wurde vom 12. Juli bis zum 27. September 2017 auf mehreren japanischen Fernsehsendern, darunter AT-X, Sun TV und BS11. Crunchyroll zeigte die erste Staffel im Simulcast, darunter auch mit deutschen Untertiteln. Die zweite Staffel startete am 4. Juli 2022 im japanischen Fernsehen und lief bis zum 26. September gleichen Jahres. Wie die erste Staffel zeigte Crunchyroll auch die dreizehn Episoden im deutschsprachigen Raum im Simulcast.
Sowohl die erste als auch die zweite Staffel erhielten mittlerweile eine deutsche Synchronisation, die ebenfalls auf Crunchyroll gezeigt wurde. Die jeweils erste Episode der beiden Staffeln wurden zeitgleich zur Verfügung gestellt.
Eine dritte Staffel startet im Januar 2024 in Japan. Im Oktober 2023 kündigte der Streamingdienst Crunchyroll an, die dritte Staffel der Serie im Simulcast zu zeigen. Einen Monat später wurde ein Werbetrailer veröffentlicht, in welchem der Start der dritten Staffel für Januar 2024 nochmal bestätigt wurde. Noch im gleichen Monat wurde der Start der dritten Staffel im japanischen Fernsehen auf den 3. Januar 2024 festgelegt.
Am 21. Mai 2023 kündigte Crunchyroll Anime an, die erste Staffel der Serie im deutschsprachigen Raum auf DVD und Blu-ray zu veröffentlichen. Im Juni 2023 wurde bekannt, dass die erste Staffel als Gesamtausgabe im September auf DVD und Blu-ray erscheinen sollte. Dieser Termin wurde im August aus unbekannten Gründen auf Oktober verschoben. Neben der deutschen, ist sowohl die japanische Originalsynchronisation als auch eine französische und englische Sprachversion enthalten.
Im September gab Crunchyroll bekannt, die zweite Staffel am 8. Dezember 2023 als Gesamtausgabe auf Blu-ray und DVD herausbringen zu wollen.

## Besetzung
- → Hauptartikel: Figuren aus Yōkoso Jitsuryoku Shijō Shugi no Kyōshitsu e

| Rolle              | Japanische Stimme (Seiyū) | Deutsche Stimme   |
| ------------------ | ------------------------- | ----------------- |
| Kiyotaka Ayanokōji | Shōya Chiba               | Bastian Sierich   |
| Suzune Horikita    | Akari Kitō                | Patrizia Carlucci |
| Kikyō Kushida      | Yurika Kubo               | Franziska Trunte  |
| Kei Karuizawa      | Ayana Taketatsu           | Ness Gerung       |
| Ken Sudō           | Eiji Takeuchi             | Jermain Meyer     |
| Yōsuke Hirata      | Ryōta Ōsaka               | Levin Jäger       |
| Honami Ichinose    | Nao Toyama                | Betty Förster     |
| Kakeru Ryūen       | Masaaki Mizunaka          | Fabian Oscar Wien |
| Manabu Horikita    | Yūichirō Umehara          | Lucas Wecker      |
| Rokusuke Kōenji    | Toshiki Iwasaka           | Tim Gössler       |
| Sae Chabasira      | Rina Satō                 | Antje von der Ahe |
| Airi Sakura        | Mao Ichimichi             | Jennifer Weiß     |

## Analyse
Paco Watanabe von der Digital Hollywood University wählte die erste Staffel der Anime-Fernsehserie als Referenz für den Artikel Ethical Issues and Solutions for Japanese Contents. Als Gründe für diese Wahl nannte Watanabe, dass ethische Probleme in der Serie sehr deutlich seien, dass die philosophische Thematik der Serie niemandem verborgen bleiben könne, da jeder Folge ein Zitat eines bedeutenden Philosophen vorangestellt sei, und dass es sich bei dem Werk um ein eher ernstzunehmendes Schuldrama mit nur wenigen Comedy-Elementen handle, in dem die Zuschauer ethische Probleme auch wahrnähmen.
Als ein Beispiel nennt Watanabe die Handlung der vierten und fünften Episode der ersten Staffel, in denen ein Schüler aus Klasse D von mehreren Mitschülern einer anderen Klasse provoziert wird, die ihn anschließend der Körperverletzung beschuldigen. Da die Handlungen unter Schülern stattgefunden hat, wird der Fall an die Schülervertretung weitergereicht, die wie eine Art Schiedsgericht fungiert und in der der Schülersprecher die Rolle des entscheidenden Richters einnimmt. Während der Verhandlung kann eine Zeugin ausfindig gemacht werden, die den Beschuldigten entlastet. Sie wirkt vor Gericht zwar kraftlos, die Aussage selbst lässt jedoch keinen Raum für Zweifel und kann auch nicht vernünftig widerlegt werden. Trotzdem wird die Zeugin vom Schülersprecher allerdings unter Druck gesetzt und aufgefordert, die Richtigkeit ihrer Aussage zu beweisen. In einem ordentlichen Gericht, so Watanabe, würde das niemand von einem Zeugen verlangen; bei Bedarf würden Zeugen unter Eid gestellt und im Fall einer Lüge dementsprechend bestraft. Das vermittle einen falschen Eindruck von Gerichtsverfahren, zumal in japanischen Schulerzählungen häufig ein besonders fähiger Schüler zum Schülersprecher werde, man diese Vorstellung auch vom Schülersprecher in Classroom of the Elite habe und gleichsam der Eindruck entstehe, es mit einem korrekten Gerichtsablauf zu tun zu haben.
Ein weiteres Beispiel sieht Watanabe bereits in der ersten Folge, in der die neuen Schüler mit den Regularien der Schule vertraut gemacht werden. So erhält jeder Schüler Punkte im Wert von 100.000 Yen pro Monat, die wie Geld benutzt werden können. Erst einen Monat später erfahren die Schüler, dass die tatsächliche Höhe der ausgezahlten Punkte von den schulischen Leistungen und dem Verhalten in der Klasse abhängt, ohne dabei auf genaue Informationen einzugehen, was zum Punktabzug führen könnte. In diesem Ablauf sieht Watanabe einen Fall von rechtlich problematischer Rückwirkung. Zwar könne es sich auch um fehlgeschlagene Selbstverantwortung der Schüler handeln, weil Unkenntnis über eine Regelung auch in der Gesetzgebung eines Staates nicht vor Strafe schützt; es sei aber nicht gezeigt worden, dass die Schüler überhaupt eine Möglichkeit gehabt hätten, die vollständige Regel zu kennen. Sie wären gar nicht in der Lage gewesen, sich gegen eine etwaige rückwirkende Regel zu wehren, und sechzehnjährige Schüler wüssten im Grunde wahrscheinlich auch nicht einmal, dass solche Regeln unzulässig sind. So vermittle die Episode ein falsches Bild von der Gesetzgebung eines funktionierenden Staates und von sozialer Gerechtigkeit.

## Kritik und Wahrnehmung
Während die Romanvorlage und die Manga-Umsetzung hoch gelobt wurden und regelmäßig in den Listen der meistverkauften Light-Novel-Reihen und in der Bestenliste Kono Light Novel ga Sugoi! in Japan zu finden sind, wurde die Anime-Serie sehr kritisch wahrgenommen.
Kritisch wurde etwa angemerkt, dass die Animeserie die Handlung der Vorlage überfliege, wichtige Charaktere für die jeweiligen Handlungsabschnitte zu kurz kämen oder komplett weggelassen worden seien, wodurch die Geschichte unlogisch wirke und Fehler enthalten könne. Leser der Romanvorlage kritisierten, dass Suzune Horikita in der Animeserie eine wesentlich größere Rolle einnehme als in der Vorlage, wo sie lediglich einer von vielen Nebencharakteren sei. So ist es Horikita im Anime, die gemeinsam mit Ayanokōji einer Gruppe Delinquenten eine Falle mit gefälschten Sicherheitskameras stellt, während im Roman eine andere Figur den Plan durchführt. Besonders die siebte Folge der ersten Staffel wurde negativ wahrgenommen, da die Handlung dieser Folge im Roman an einer anderen Stelle vorkommt. Der Anime deckte bis Episode sechs die Geschichte der ersten drei Romane ab, während die Handlung aus der siebten Folge des Anime im Roman erst nach den Geschehnissen aus dem vierten Band spielt.
Kim Morrissy bedenkt bei Anime News Network unter anderem die Darstellung des Hauptcharakters Ayanokōji mit negativer Kritik. Sowohl im Anime als auch in der Light Novel wird Ayanokōji als ein mysteriöser Charakter beschrieben. Während er im Anime als desinteressiert und isoliert von seinen Mitschülern dargestellt wird, versucht er im Roman aktiv, unauffällig zu bleiben.
In Ethical Issues and Solutions for Japanese Contents bemängelt Paco Watanabe, dass ethisch fragwürdige Situationen (siehe #Analyse) ohne Richtigstellung oder Einordnung verblieben. Zwar seien auch fehlerhafte Darstellungen in fiktiven Werken von der Redefreiheit gedeckt, wenn die Zuschauer jedoch Minderjährige oder Angehörige der jungen Generation seien, deren Wissen noch nicht ausreicht, müsse Rücksicht genommen werden. Zum Beispiel hätte im Fall des Schülersprechers, der als Schiedsrichter von einer Zeugin einen Beweis für die Richtigkeit ihrer Aussage verlangt, eine andere Figur – etwa eine Freundin oder ein Freund der Zeugin – deutlich aussprechen können, dass das Verhalten des Schülersprechers nicht im Geringsten dem eines echten Richters entspricht. Derartige Hinweise, dass dargestelltes unethisches Verhalten (im Beispiel das des Schülersprechers) von der Wirklichkeit (dem eines echten Richters) abweicht, blieben vollkommen aus. Im abschließenden Fazit schreibt Watanabe, dass mediale Inhalte, die der jungen Generation falsche ethische Standpunkte oder ein fehlerhaftes Rechtsempfinden vermitteln, ein Risiko für problematische Situationen darstellen, in denen etwa andere Menschen im Internet und den sozialen Medien drangsaliert und diffamiert werden.
Neben inhaltlichen Aspekten wurde vereinzelt auch die Qualität der Animationen kritisiert, die viele Frame- und Überlappungsfehler enthalte. Die Anime-Serie sei nur fortgesetzt worden, um die Verkäufe der Vorlage zu steigern. Die zweite Staffel wurde als „Geringschätzung“ der Vorlage bezeichnet, der Regisseur als zu unerfahren und die Animation als billig bzw. oberflächlich kritisiert. Trotz der Kritik konnte der Anime zur Steigerung der Verkaufszahlen der Romanvorlage beitragen.
Dennoch wurde die zweite Staffel der Serie in mehreren Kategorien beim Publikumspreis der Plattform Anime Trending nominiert, darunter in den Kategorien Beste Animeserie des Jahres, Protagonist des Jahres, Protagonistin des Jahres und Bester weiblicher Support.